# Gerardo Magela Fernandes Torres da Costa
Gerardo Magela Fernandes Torres da Costa (Caicó, 1950 – Rio Grande do Norte, 28 de maio de 1973) foi um jornalista, poeta e militante político, morto durante a ditadura militar instalada no Brasil no ano de 1964. Ele também estudava medicina em uma universidade em Sorocaba, onde se envolveu no movimento estudantil. Seu caso é um dos muitos que estão sendo investigados pela Comissão Nacional da Verdade, um colégio fundado em 2011 e extinto em 2014, composto por sete membros, todos nomeados pela ex-Presidenta Dilma Rousseff, que visa apurar mortes e desaparecimentos entre os anos de 1946 e 1988.

## Biografia
Gerardo Magela Fernandes Torres da Costa nasceu em Caicó, no Rio Grande do Norte, no ano de 1950. Filho de Luis Fernandes da Costa e Francisca Jandira Torres Fernandes da Costa, morou em Itu certa parte da vida, onde trabalhou no jornal Bidu, uma gazeta poética e política popular entre os jovens da cidade, ficando conhecido como "Tereka" Depois, morou em Sorocaba, cidade onde cursou até o 5º ano de Medicina na Universidade de Sorocaba, tendo sido eleito presidente do Diretório Central dos Estudantes.
Naquele momento, as atividades políticas nas organizações estudantis estavam proibidas pela Lei Suplicy, de 1964. A militância de Magela no movimento fez com que se aproximasse de Alexandre Vannucchi Leme, estudante sorocabano de Geologia da Universidade de São Paulo (USP), que, como ele, foi morto pelo regime em 1973.
Era sobrinho, pelo lado materno, do ex-prefeito de Caicó, Manoel Torres.

## Morte
Consta em laudo oficial de necropsia, assinado por Otávio D’Andréia e Antonio Valentini, médicos legistas responsáveis por inúmeros documentos falsos de morte de prisioneiros políticos, que Magela teria cometido suicídio atirando-se do Viaduto do Chá, na zona central de São Paulo, no dia 28 de maio de 1973. O documento atribui a causa da morte a um traumatismo crânio-encefálico, não registrando nenhum outro tipo de fratura ou escoriações esperadas em vítimas  de uma grande queda. O laudo do Instituto Médico-Legal (IML) estava marcado com um "T", símbolo utilizado frequentemente para identificar que se tratava de um corpo de um militante, identificado como terrorista.
O militante político foi enterrado no cemitério de Perus, na capital paulista, sob o nome de "Geraldo". Gerardo Magela foi exumado no dia 27 de outubro de 1977 e, em seguida, reinumado na sepultura 537, quadra 08, gleba 02 no mesmo cemitério no qual foi enterrado. Ele não constava na lista de mortos e desaparecidos políticos do Brasil durante a ditadura militar.
No ano de 1991, em entrevista ao jornal Diário Popular, Carlos Linneu Fernandes Torres da Costa, o irmão de Gerardo, revelou que a família havia feito um acordo com o Exército Militar na época do crime. Em troca do silêncio, os militares prometerem devolver o corpo do estudante em um prazo de dois anos, algo que nunca ocorreu.

## Investigação
Assim, após a investigação realizada pela Comissão Nacional da Verdade, conclui-se que a investigação oficial que ocorreu durante a ditadura militar de 1964 é falsa. Gerardo Magela foi morto enquanto estava sob custódia do estado brasileiro, por consequência de perseguição política e transgressão dos direitos humanos cometida pelo regime implementado em abril de 1964. A causa de sua morte é similar à de Roberto Macarini, militante da Vanguarda Popular Revolucionária (VPR), que também teria supostamente se suicidado ao atirar-se do Viaduto do Chá — versão contestada pela Justiça.
Gerardo Magela Fernandes Torres da Costa ainda é considerado um desaparecido político, já que os seus restos mortais não foram devolvidos aos seus familiares, não permitindo o sepultamento do mesmo até ao presente.

## Homenagem
Gerardo Magela Fernandes Torres da Costa foi homenageado por um memorial inaugurado em 2017 no Cemitério Municipal Dom Bosco, em Perus, localizado na zona norte da cidade de São Paulo. O totem de concreto foi feito pela Prefeitura municipal em homenagem "aos mortos e desaparecidos da ditadura militar cujos corpos, identificados ou não, foram acolhidos por este solo em sua trajetória de resistência e esperança". Também no memorial se encontram os nomes de outros trinta pessoas mortas pelo regime ditatorial, entre eles os irmãos Dênis Casemiro e Dimas Antônio Casemiro, Alexandre Vannucchi Leme e Gastone Lúcia Carvalho Beltrão.

## Ver Também
Anexo:Lista de mortos e desaparecidos políticos na ditadura militar brasileira